# Michael Josef Pojezdný
Michael Josef Pojezdný (* 17. července 1943 Jihlava) je český římskokatolický kněz a premonstrát, od 29. září 1987 do 26. června 2018 opat Strahovského kláštera.

## Život
Josef Pojezdný maturoval v roce 1960 na Jedenáctileté střední škole v Jihlavě, vyučil se zámečníkem a pracoval dva roky jako opravář  stavebních strojů, protože jeho žádosti o přijetí na teologickou fakultu nebylo dvakrát vyhověno. Teologickou fakultu v Litoměřicích vystudoval v letech 1962 až 1967.
Na kněze byl vysvěcen v roce 1967. Do premonstrátského řádu vstoupil v roce 1970 a přijal řádové jméno Michael. V duchovní správě působil v letech 1972–1977 v Dubňanech, a v l. 1977–1990 v Osové Bítýšce. Opatem strahovským byl zvolen tajně v roce 1987 při volební kapitule v kostele sv. Havla v Rožné nad Pernštejnem. Opatskou benedikci přijal z rukou kardinála Tomáška v kapli Arcibiskupského paláce v Praze. 30. 11. 1987. Během komunistické totality se účastnil boje proti komunismu. Po roce 1989 obnovil řeholní život ve Strahovském klášteře. V roce 2006 mu byl prezidentem republiky propůjčen Řád Tomáše Garrigua Masaryka za vynikající zásluhy o stát v oblasti rozvoje demokracie, humanity a lidských práv. Roku 2014 mu bylo uděleno Nejvyšší ocenění Kraje Vysočina.
Je hlavou Českomoravské cirkárie premonstrátského řádu a konventuálním kaplanem Suverénního řádu Maltézských rytířů. Do 15. června 2017 byl předsedou Konference vyšších představených mužských řeholí v ČR, od 2017 čestným členem předsednictva.
Opatem byl zvolen opakovaně v letech 1999 a 2013. V roce 2018 mu skončilo vzhledem k věku funkční období (75 let). Jeho nástupcem byl zvolen P. ThLic. PhDr. Daniel Peter Janáček, PhD., O.Praem., dosavadní administrátor ve farnostech Praha 17-Řepy a Úhonice. 

## Reference

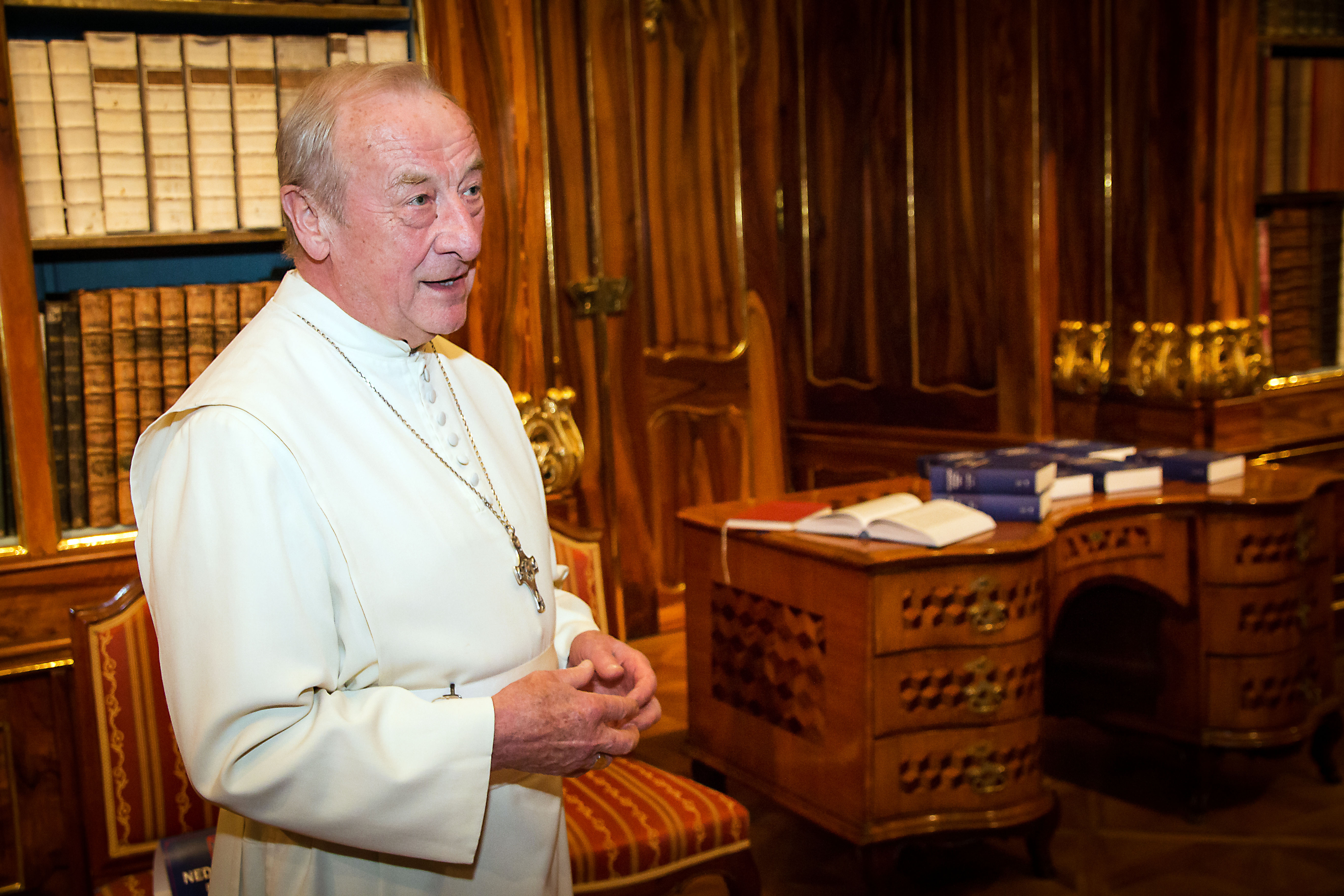
J. M. Michael J. Pojezdný při slavnostním požehnání Encyklopedie českých právních dějin (knihovna strahovského kláštera, listopad 2017).